# Liste der Naturdenkmale in Gundersheim
Die Liste der Naturdenkmale in Gundersheim nennt die im Gemeindegebiet von Gundersheim ausgewiesenen Naturdenkmale (Stand 29. Februar 2024).

## Naturdenkmale
| Nr.         | Bezeichnung                                   | Lage                                                | Beschreibung                                                               | Bild                                    |
| ----------- | --------------------------------------------- | --------------------------------------------------- | -------------------------------------------------------------------------- | --------------------------------------- |
| ND-7331-433 | Stieleiche                                    | Enzheim, Enzheimer Straße, bei Nr. 4/6 Lage         | Quercus robur                                                              | Fotos hochladen                         |
| ND-7331-473 | Tertiärkalkgruppe mit Ödland auf dem Goldberg | Gundersheim, westlich des Ortes; Flur Goldberg Lage | flächenhaftes Naturdenkmal, ca. 0,2 ha; teilweise auf Flomborner Gemarkung | Direkt Bild zu diesem Denkmal hochladen |

## Ehemalige Naturdenkmale
| Nr.         | Bezeichnung                       | Lage                                                          | Beschreibung                                                                                                 | Bild                          |
| ----------- | --------------------------------- | ------------------------------------------------------------- | --- | ----------------------------- |
| ND-7331-474 | Gundersheimer Kalksandsteinbrüche | Gundersheim, südwestlich des Ortes; Flur Beim Zeller Weg Lage | flächenhaftes Naturdenkmal; Rechtsverordnung aufgehoben, jetzt Naturschutzgebiet Kalksteinbrüche Rosengarten | mehr Fotos \| Fotos hochladen |